# Рендилле (язык)
Рендилле (Randile, Rendile, Rendille) — афразийский язык, на котором говорит народ рендилле, который проживает в округе Марсабит (между озером Туркана и горой Марсабит) Восточной провинции в Кении.
Ариаал — подгруппа народа рендилле, смешанного нилотско-кушитского происхождения, люди которой говорят на нило-сахарском языке самбуру (с народом самбуру ариаал проживают рядом).
Алфавит:
| Алфавит рендилле | Алфавит рендилле | Алфавит рендилле | Алфавит рендилле | Алфавит рендилле | Алфавит рендилле | Алфавит рендилле | Алфавит рендилле | Алфавит рендилле | Алфавит рендилле | Алфавит рендилле | Алфавит рендилле | Алфавит рендилле | Алфавит рендилле | Алфавит рендилле | Алфавит рендилле | Алфавит рендилле | Алфавит рендилле | Алфавит рендилле | Алфавит рендилле | Алфавит рендилле | Алфавит рендилле | Алфавит рендилле | Алфавит рендилле | Алфавит рендилле | Алфавит рендилле |
| ---------------- | ---------------- | ---------------- | ---------------- | ---------------- | ---------------- | ---------------- | ---------------- | ---------------- | ---------------- | ---------------- | ---------------- | ---------------- | ---------------- | ---------------- | ---------------- | ---------------- | ---------------- | ---------------- | ---------------- | ---------------- | ---------------- | ---------------- | ---------------- | ---------------- | ---------------- |
| A                | B                | Ch               | D                | Dh               | E                | F                | G                | H                | H'               | I                | J                | K                | Kh               | L                | M                | N                | Ng'              | Ny               | O                | R                | S                | T                | U                | W                | Y                |
| a                | b                | ch               | d                | dh               | e                | f                | g                | h                | h'               | i                | j                | k                | kh               | l                | m                | n                | ng'              | ny               | o                | r                | s                | t                | u                | w                | y                |

Высокий тон обозначается акутом, низкий тон на письме не обозначается.